# Apadravya
Der Apadravya (Sanskrit: अपद्रव्यः) ist ein vertikal durch die Eichel des Penis gestochenes Intimpiercing. In seltenen Fällen wird das Piercing auch in der Eichelfurche platziert. Mit dem Apadravya eng verwandt ist der Ampallang, welcher horizontal durch die Eichel verläuft. Das Apadravya-Piercing kann als eine Kombination aus Prinz-Albert-Piercing und Reverse Prinz Albert betrachtet werden, ist historisch jedoch weit älter als diese.

## Bezeichnung
Ursprünglich findet sich auf Borneo, dem Ursprungsort des Piercings, keine Unterscheidung zwischen Ampalang und Apadravya. Beide werden vielmehr, unabhängig von ihrer Ausrichtung als Ampalang, Burah palang oder nur Palang bezeichnet. Die unterschiedliche Bezeichnung für die beiden Piercings geht auf Doug Malloy zurück und etablierte sich durch einen Artikel in dem Piercing-Magazin PFIQ.

## Geschichte
Das Piercing kann auf eine weitreichende Tradition zurückblicken. Es findet sich sowohl bei verschiedenen Stämmen Borneos  wie beispielsweise den Dayak, Kelabit und Iban und wird auch im altindischen Kamasutra (कामसूत्र) aus dem 2. Jahrhundert erwähnt, wo seine luststeigernde Wirkung, insbesondere für die Frau, gepriesen wird. Dazu findet sich im Kama Sutra die Textpassage:

„Der Pallang wird am Lingam (लिङ्ग) (Penis) angebracht, um seine Dicke zu erhöhen und besser der Yoni (योनि) (Vagina) anzupassen. Unter den Völkern des Südens (Indiens) herrscht die Überzeugung vor, dass keine echte sexuelle Lust empfunden werden kann, solange nicht der Lingam mit einem Apadravya durchstochen wurde...dazu sollte ein spitzer Gegenstand benutzt werden und der Mann sollte sich im Wasser befinden, solange die Wunde blutet. Am Abend sollte er Geschlechtsverkehr praktizieren, um die Wunde zu reinigen. Danach sollte er die Wunde mit Dekokt pflegen und die Öffnung mit einem Stück Bambus versehen. Dies sollte kontinuierlich vergrößert werden, um die Öffnung zu dehnen.“

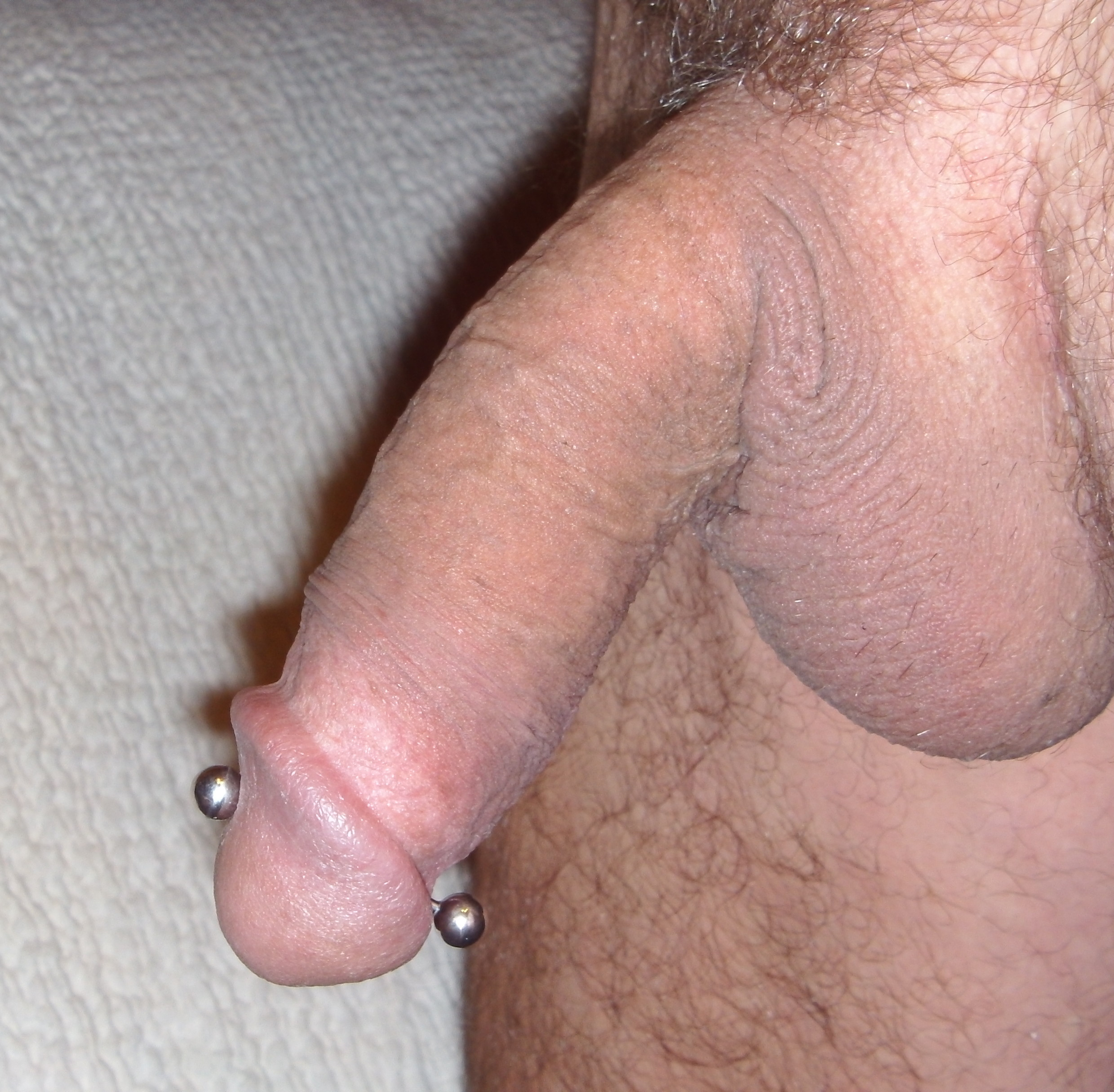
Ein Apadravya ist ein senkrecht verlaufender Pallang. Die obere Kugel stimuliert den G-Punkt der Frau beim Geschlechtsverkehr

Die Empfehlung, die frische Wunde in Kontakt mit dem Wasser indischer Seen oder Teiche zu bringen wie auch der abschließende Geschlechtsverkehr, ist vom heutigen medizinischen Standpunkt aus abzulehnen. Das Dehnen des Piercings ist gerade bei diesem Piercing aufgrund der mechanischen Belastung anzuraten. Ob sich die Passage von den „Völkern des Südens“ auf Stämme im Süden Indiens oder aber auf andere Teile Südostasiens bezieht, ist in der Forschung umstritten.
Die erste Erwähnung in der europäischen Geschichtsschreibung findet sich in einem Bericht von Thomas Cavendish aus dem Jahr 1588.  Dieser schreibt über die Bewohner der Insel Capul:

„Every man hath a nayle (nail) of Tynne (Tin) thrust quite through the head of his privie part (glans of his penis)“

„Jeder Mann hat einen Nagel aus Zinn, der ganz durch die Eichel seines Penis gesteckt ist.“

Das Piercing war zu dieser Zeit über Borneo hinaus in verschiedenen Regionen des heutigen Indonesien und der Philippinen verbreitet, ist heutzutage jedoch nur noch auf Borneo zu finden. Das Piercing wird von den Dayak, den Kayan und den Iban praktiziert, wobei das Piercing bei den Iban am besten dokumentiert ist. Der Entdecker und Abenteurer W. A. Nieuwenhuis, welcher 1897 Borneo bereiste, schrieb in seinem Buch Quer durch Borneo:

„Die jungen Männer haben zwar durch die Tätowierung; weil sie bei ihnen nur in beschränktem Masse ausgeführt wird, viel weniger als die Frauen zu leiden, dafür müssen sie sich aber, um ihre volle Männlichkeit zu erlangen, einer anderen Prüfung unterwerfen, nämlich der Durchbohrung der glans penis. Bei dieser Operation wird folgendermassen verfahren: Zuerst wird die glans durch Pressen zwischen den beiden Armen eines umgeknickten Bambusstreifens blutleer gemacht. An jedem dieser Arme befinden sich einander gegenüber an den erforderlichen Stellen Öffnungen, durch welche man, nachdem die glans weniger empfindlich geworden, einen spitzen kapfernen Stift hindurchpresst; früher benutzte man hierfür ein zugespitztes Bambushölzchen. Die Bambusklemme wird entfernt und der mittelst einer Schnur befestigte Stift in der Öffnung gelassen, bis der Kanal verheilt ist. Später wird der kupferne Stift (utang) durch einen anderen, meist durch einen zinnernen, ersetzt, der ständig getragen wird, nur in schwerer Arbeitszeit oder bei anstrengenden Unternehmungen macht der metallene Stift einem hölzernen Platz. Besonders tapfere Männer geniessen mit dem Häuptling das Vorrecht, um den penis einen Ring tragen zu dürfen, der aus den Schuppen des Schuppentieres geschnitten und mit stumpfen Zacken besetzt ist; bisweilen lassen sie sich auch, gekreuzt mit dem ersten Kanal, einen zweiten durch die glans bohren. Ausser den Kajan selbst, üben auch viele Malaien vom oberen Kapuas diese Kunst aus. Die Schmerzen bei der Operation scheinen keine sehr heftigen zu sein, auch hat sie nur selten schlimme Folgen, obgleich bis zur Genesung oft ein Monat vergeht.“

Das Piercing wird auch von den südostasiatischen Stämmen vor allem durch seine Wirkung auf die Frau begründet:

„The lady had various ways of indicating the size of the ampallang desired. She might hide in her husbands plate of rice a betel leaf rolled about a cigarette, or with the fingers of her right hand placed between her teeth she will five the measure of the one she aspires. The Dayak women have a right to insist upon the ampallang and if the man does not consent they may seek separation. They say that the embrace without this contrivance is plain rice; with it is rice with salt.“

„Die Frau hatte verschiedene Möglichkeiten, die Größe des gewünschten Ampallang anzugeben. Sie könnte zum Beispiel ein Betelblatt, das um eine Zigarette gewickelt ist, in den Reisteller ihres Ehemanns verstecken, oder sie könnte mit den Fingern ihrer rechten Hand zwischen ihren Zähnen die Größe desjenigen anzeigen, den sie begehrt. Die Dayak-Frauen haben ein Recht darauf, auf den Ampallang zu bestehen, und wenn der Mann nicht zustimmt, können sie eine Trennung in Erwägung ziehen. Sie sagen, dass die Umarmung ohne diese Vorrichtung einfacher Reis ist, während sie mit ihr Reis mit Salz ist.“

Ob das Piercing in Indien und Borneo separat entstanden ist, muss bisher als ungeklärt betrachtet werden. Vieles deutet jedoch auf Borneo als Entstehungsort hin.
1. ↑  Es stellt sich die Frage, ob Geschlechtsverkehr zu diesem Zeitpunkt überhaupt eine realistische Option darstellt. Berücksichtigen muss man an dieser Stelle aber auch, dass Vatsyayana (वात्स्यायन) hier eben keine eigenen Erkenntnisse zusammenfaßt, sondern lediglich Berichte Dritter referiert.

## Durchführung

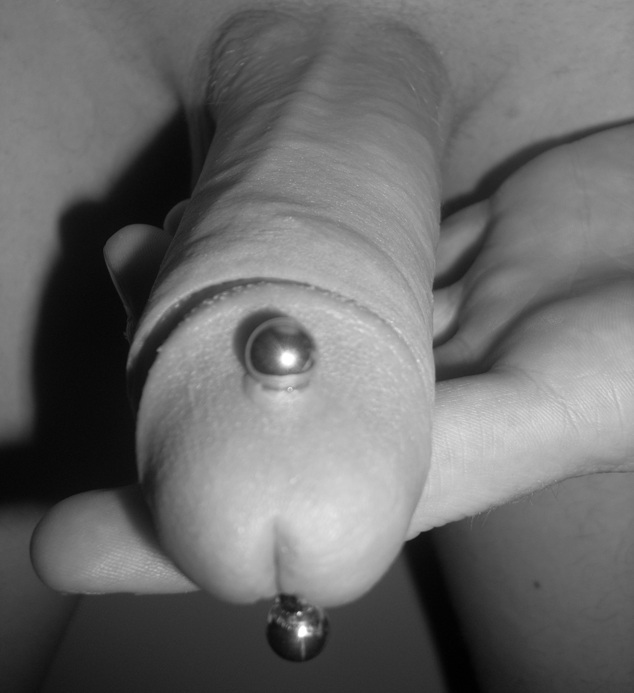
Apadravya-Piercing

Der Apadravya wird vertikal, meist in der Mitte der Eichel, gestochen und verläuft dann durch die Harnröhre (bei einem Ampallang dagegen verläuft der Stichkanal horizontal durch die Eichel).
Es gibt drei verschiedene Möglichkeiten, einen Apadravya einzusetzen: als normales Piercing gestochen mittels Klemme bzw. frei Hand oder mittels Skalpell. Die Länge des Schmucks sollte man praktischerweise vor Beginn der eigentlichen Prozedur bestimmen, wobei man beim Ausmessen nicht nur die Lage, sondern auch den Winkel des geplanten Piercings berücksichtigen muss. Will man z. B. später eine Halbkugel als Abschluss des Stabes tragen, so sollte der Stichkanal dort möglichst senkrecht zur Körperoberfläche austreten.  In der Regel wird man zur erforderlichen Mindestlänge noch einen kleinen Zuschlag hinzurechnen, um eine eventuelle Schwellung zu kompensieren und so die Heilung zu erleichtern. Später kann dann die Länge des Stabes problemlos wieder reduziert werden.
Unabhängig davon, wie der Apadravya ausgeführt wird, beginnt man damit, das betroffene Areal zu reinigen und zu desinfizieren. Im Gegensatz zu den meisten Piercings ist es hier nicht ausreichend, nur die eigentlich betroffene Körperstelle zu behandeln, man sollte vielmehr einen größeren Bereich von Scrotum und Bauchdecke mit einbeziehen, um eine Rekontamination zu vermeiden, wenn man den Penis ablegt. Eine chirurgische Lochfolie kann hier gut eingesetzt werden. Anschließend werden beabsichtigter Ein- und Austrittpunkt des Piercings angezeichnet.
- Beim Piercen mittels Klemme wird der Penis nun mittels dieser so fixiert, dass sich Ein- und Austrittpunkt genau gegenüberliegen. Dabei sollte man nicht zu viel Kraft verwenden, um unnötige Gewebeirritationen zu vermeiden. Die Verwendung der vorhandenen Rastnasen der Klemme empfiehlt sich somit nicht! Nun wird der Penis mittels Piercingnadel in einer möglichst gleichmäßigen Bewegung durchstochen, wobei es unbedeutend ist, in welcher Richtung der Stich erfolgt. Dafür ist deutlich mehr Kraft erforderlich als für die meisten anderen Piercings! Bei Klemmen mit einer kleinen Öffnung wird diese zuerst entfernt. Ist genügend Platz vorhanden, kann der Schmuck auch eingesetzt werden, bevor man die Klemme abnimmt.

- Bei einem freihändigen Piercing erfolgt das Stechen analog, wobei aber die Funktion der Klemme die zweite Hand des Piercers erfüllen muss.

- Die Skalpell-Methode wird erst bei Materialstärken von mehr als 4 mm angewandt, weil darunter normale Piercingnadeln industriell erhältlich sind. Dabei wird die benötigte Öffnung schichtweise mittels Skalpell aufgeschnitten. Diese Prozedur sollte aber wirklich nur von erfahrenen Profis ausgeführt werden.

Beim Einsetzen eines Apadravyas muss mit deutlich stärkeren Blutungen gerechnet werden, als dies bei den meisten anderen Piercings der Fall ist. Diese können auch einige Minuten anhalten. Nachdem die Blutung abgeklungen ist bzw. der Piercer sie zum Stillstand gebracht hat, wird der Penis erneut gereinigt und anschließend entsprechend eingepackt, um Verunreinigungen der Wäsche des Trägers zu vermeiden. Diese Bandage sollte man dann auch einige Tage tragen, wobei es in der ersten Zeit vorkommen kann, dass man sie mehrmals täglich wechseln muss. Schließlich ist der Penis ein ziemlich gut durchbluteter Körperteil, bei dem der auftretende Druck zudem noch deutlichen Schwankungen unterlegen ist. Nach einigen Tagen werden sich entsprechende Blutreste vorwiegend über Nacht zeigen, bevor man dann ganz auf die Bandagen verzichten kann.
Ein Apadravya kann auch in zwei Sitzungen gestochen werden. Oft beginnt „man“ mit einem Prinz-Albert-Piercing (PA) und ergänzt ihn erst später zu einem Apadravya. Die obere Hälfte des Piercings ist übrigens nicht identisch mit einem Prinz Albert Reverse, da der Stichkanal zwar die gleiche Position besitzt, jedoch in einem anderen Winkel gestochen wird.

## Variationen
Neben der gewöhnlichen Positionierung in der Harnröhre kann man Apadravyas auch seitlich versetzt, z. B. als Pärchen, stechen. Neben der größeren tatsächlichen Länge des Stichkanals dürfte auch das etwas andere Gewebe (Corpora cavernosa) zu einer Verlängerung der Abheilzeit beitragen.
Verläuft der Stichkanal hinter der Eichel spricht man von einem Schaft-Apadravya. Eine Positionierung in der Eichel-Furche (Sulcus coronarius) ist ohne größere Probleme möglich, bei einer Lage noch weiter hinten am Penisschaft muss man aber die Beweglichkeit der Haut sorgfältig berücksichtigen, da das Piercing sonst ziemlich unbequem für den Träger werden kann. Ein Apadydoe ist ein Piercing, bei dem ein Ring durch ein Apadravya und ein oder zwei Dydoe getragen wird. Meist verläuft er durch zwei paarweise gestochene Dydoe-Piercings.
Die kreuzweise Kombination von einem Apadravya mit einem Ampallang wird als Magic Cross bezeichnet.

## Schmuck
Als Schmuck wird üblicherweise ein gerader Barbell mit mindestens zwei Millimetern Durchmesser eingesetzt, wobei darauf geachtet werden muss, dass dieser auch bei einer Erektion ausreichend lang ist. Auch Apadravyas lassen sich zu extremen Größen dehnen, allerdings ist dafür durch die feste Struktur des Gewebes deutlich mehr Mühe und Geduld notwendig als bei den meisten anderen Piercings. Dafür braucht man sich als Träger eines Apadravyas so gut wie nie Gedanken über die Gefahr des Herauswachsens des Piercings zu machen.

## Heilung und Pflege
Der Apadravya hat einen relativ langen Stichkanal und somit eine lange Ausheilzeit im Vergleich zu anderen Intimpiercings. Diese ist von Person zu Person sehr unterschiedlich und wird auch durch den persönlichen Umgang mit dem Piercing beeinflusst. Im Durchschnitt kann man von vier bis sechs Monaten ausgehen. Sie kann im Extremfall durchaus mehr als ein Jahr betragen. Geschlechtsverkehr soll schon nach einem Monat möglich sein, die Benutzung eines Kondoms ist dann aber obligatorisch.

## Stimulierende Wirkung
Dem Piercing wird zugeschrieben, sich auf den Sexualpartner besonders lustvoll auszuwirken, weshalb er auch oft Happydravya genannt wird. Der Apadravya erhöht den Widerstand beim Geschlechtsverkehr und stimuliert in den meisten Stellungen direkt den G-Punkt der Frau, was in der Regel von der Frau als sehr lustvoll erlebt wird. Auch für den Mann kann sich der Apadravya, ähnlich wie auch das Prinz-Albert-Piercing, positiv beim Geschlechtsverkehr auswirken, da er die sensible Harnröhre stimuliert.